# Historia de los derechos de autor

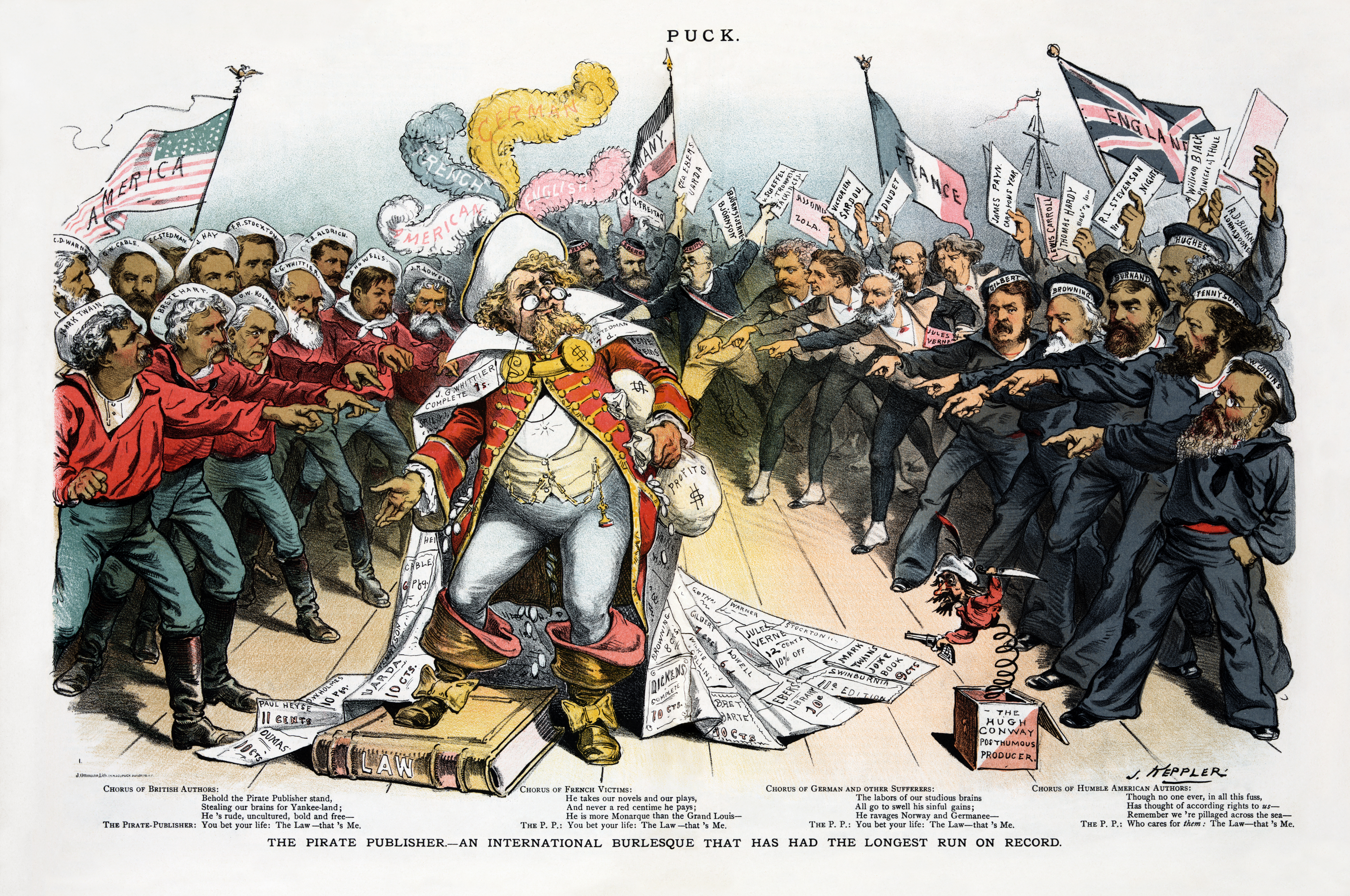
El Editor Pirata: un burlesque internacional que tiene la carrera más larga registrada, de Puck, 1886, satiriza la situación existente en la que un editor podría beneficiarse simplemente robando obras recién publicadas de un país y publicándolas en otro, y viceversa.

La historia de los derechos de autor se inicia con los derechos y monopolios sobre la impresión de libros. El Estatuto de la Reina Ana, de origen británico, de 1710, cuyo título completo es Ley para el Fomento del Aprendizaje, al permitir las copias de libros impresos por los autores o de los compradores de tales copias, durante los tiempos mencionados en la misma, fue el primer reglamento que concibió de forma legal los derechos de autor. En un principio los derechos de autor solo se aplicaban a la copia de libros. Con el tiempo se contemplaron otros usos, tales como traducciones y obras derivadas, que quedaron sujetas a derechos de autor, y abarcan ahora una amplia gama de obras, que incluye mapas, obras teatrales, pinturas, fotografías, grabaciones sonoras, películas y programas de ordenador.
Hoy en día las leyes nacionales de derechos de autor se han normalizado en cierta medida a través de acuerdos internacionales y regionales, como el Convenio de Berna y la Directivas Europeas de derechos de autor. Aunque hay consistencia entre las leyes de propiedad intelectual de las naciones, cada jurisdicción tiene leyes distintas y separadas y diversos reglamentos sobre derechos de autor. Algunas jurisdicciones también reconocen derechos morales de los creadores, tales como el derecho a ser acreditado por el trabajo.
El copyright (literalmente "derecho de copia", en inglés; derechos de autor) son derechos exclusivos que concede el autor o creador de una obra original, incluido el derecho a copiar, distribuir y adaptar su trabajo. Los derechos de autor no protegen las ideas, solo su expresión o fijación. En la mayoría de las jurisdicciones los derechos de autor surgen de la fijación y no es necesario estar registrado. Los dueños de copyright tienen el derecho exclusivo legal para ejercer el control sobre la copia y todo tipo de explotación de las obras durante un período específico de tiempo, tras el cual se dice que el trabajo pasa a entrar en el dominio público. Los usos que están cubiertos por las limitaciones y excepciones al derecho de autor, como el uso justo, no requieren de permiso del propietario del copyright. Cualquier otro uso requiere el permiso y los propietarios de derechos de autor puede licenciar (autorizar) o transferir de forma permanente o ceder sus derechos exclusivos a los demás.

## Antecedentes
Los primeros casos que se recogen en leyes sobre el derecho de copia provienen de la antigua Irlanda. El Cathach es el manuscrito irlandés más antiguo existente de los Salmos y el ejemplo más antiguo de la literatura irlandesa. Contiene una Vulgata de los Salmos XXX (10) al CV (13), y es una versión con una indicación de interpretación o de partida antes de cada salmo. Tradicionalmente se atribuye su creación a San Columba como el copista, y dicha copia se hizo de forma extraordinaria en una sola noche a toda prisa gracias a una luz milagrosa, de un salterio prestado a San Columba por San Finnian. Surgió una controversia sobre la propiedad de la copia, y el rey Diarmait Mac Cerbaill dictó la siguiente sentencia: "A cada vaca le pertenece su cría; por lo tanto, a cada libro le pertenece su copia.
La ley moderna de copyright/derechos de autor se ha visto influida por una serie de anteriores derechos legales que han sido reconocidos a lo largo de la historia, incluidos los derechos morales del autor que crea una obra, los derechos económicos de un benefactor que paga para que se le realice una copia, los derechos de propiedad del propietario individual de una copia y un derecho soberano del autor a censurar y regular la industria de la impresión. Antes de la invención de los tipos móviles en occidente en la mitad del siglo XV, los textos se copiaban a mano, y el pequeño número de textos que genera este procedimiento de copia generaba muy pocos casos en que tuvieran que ponerse a prueba estos derechos. Durante el Imperio Romano, prosperó un período de comercio de libros, y no había derechos de autor ni regulaciones similares, y la copia ocurría habitualmente entre los libreros profesionales. Esto era así ya que los libros eran, por lo general, copiados por esclavos que sabían leer y escribir, que eran caros de comprar y mantener. Por lo tanto, cualquier copia conllevaba un coste económico mucho mayor de lo que conlleva hoy un editor profesional. Los vendedores romanos de libros a veces pagaban a un autor muy considerado para tener el primer acceso a un texto para copiarlo, pero no tenían derechos exclusivos sobre la obra y los autores no solían recibir pago por su trabajo.

## Los primeros privilegios y monopolios

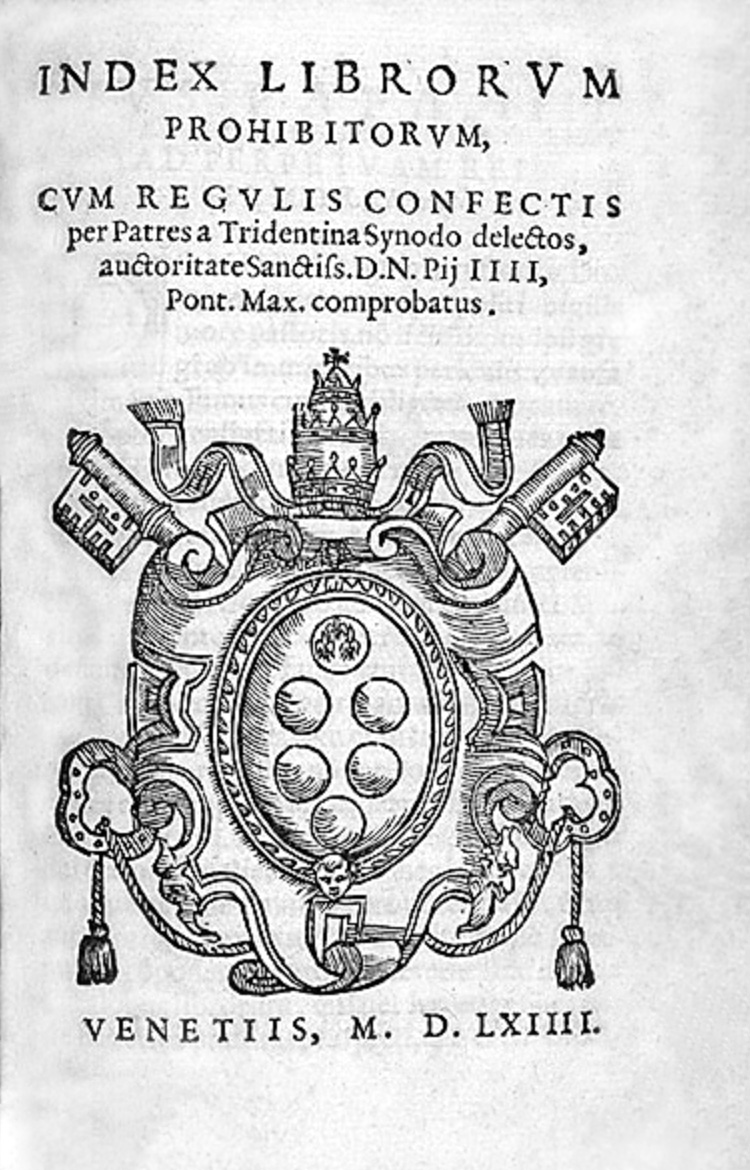
Index Librorum Prohibitorum o Catálogo de libros prohibidos (Venecia, 1564).

El origen de la ley de derechos de autor en la mayoría de los países de Europa se encuentra en los esfuerzos de la iglesia y los gobiernos para regular y controlar la producción de los impresores. El primer libro que obtuvo privilegio de impresión en la República de Venecia fue el Rerum venetarum ad urbe condita de Marco Antonio Cocio Sabelico en 1486.
Antes de la invención de la prensa de impresión, un escrito, una vez creado, solo podía ser físicamente multiplicado por el proceso laborioso y propenso a errores de la copia manual por los escribas existiendo un elaborado sistema de censura y estando éstos controlados La Imprenta permitió múltiples copias exactas de una obra, lo que llevó a una circulación más rápida y amplia de ideas y la información (ver la cultura de la impresión ). El Papa Alejandro VI publicó una Bula en 1501 en contra de la licencia de impresión de libros, y en 1559 se emitió por primera vez el Index librorum prohibitorum o Catálogo de los libros prohibidos. La imprenta en Europa se inventó y estableció ampliamente en los siglos 15 y 16. Si bien los gobiernos y la iglesia alentaron la impresión de muchas maneras, lo que permitió la difusión de la Biblia y la información del gobierno, las obras de la disidencia y la crítica también podían circular rápidamente. Como consecuencia, los gobiernos establecieron controles sobre las imprentas en toda Europa, y les exigieron licencias oficiales para el comercio y la producción de libros. Las licencias daban a las imprentas el derecho exclusivo de imprimir trabajos particulares durante un período determinado de años, y permitía a las imprentas evitar que otras imprimiesen el mismo trabajo durante ese período. Las licencias solo podían otorgar derechos para imprimir en el territorio del Estado que las había concedido, pero sí prohibían por lo general la importación de la impresión externa.
La República de Venecia concedió su primer privilegio para un libro en particular en 1486. Fue un caso especial; se trata de la historia de la ciudad misma, la 'Rerum venetarum ab urbe condita opus', de Marcus Antonius Coccius Sabellicus. A partir de 1492, Venecia comenzó a regular la concesión de privilegios para los libros. La República de Venecia, los duques de Florencia, el León X y otros Papas reconocieron en diferentes momentos a las imprentas el privilegio exclusivo de imprimir en términos específicos (que raramente sobrepasan los 14 años) ediciones de autores clásicos.
El primer privilegio de derechos de autor en Inglaterra data de 1518 y fue publicado en Richard Pynson, la imprenta del Rey, el sucesor de William Caxton. El privilegio le daba un monopolio por el término de dos años, y se concedió 15 años después del privilegio publicado por primera vez en Francia. Los primeros privilegios de derechos de autor se llamaban monopolios, particularmente durante el reinado de la Reina Isabel, que con frecuencia dio concesiones de monopolios en los artículos de uso común, como la sal, el cuero, el carbón, el jabón, las cartas de baraja, la cerveza y el vino. La práctica se continuó hasta que en 1623 se promultó el Estatuto de la Ley de Monopolios, con lo que se puso fin a la mayoría de los monopolios, con algunas excepciones, como las patentes: después de 1623, la concesión de Notas de patentes a los editores se convirtió en algo común.
El primer privilegio alemán del que existe registro fidedigno se publicó en 1501 por el Consejo Áulico a una asociación titulada Sodalitas rhenana Celtica, con la publicación de una edición de los dramas de Hroswitha de Gandersheim, que Konrad Keltes había preparado para la prensa. En 1512 se emitió un privilegio imperial al historiador John Stadius por todo lo que debía imprimir, el privilegio del primer europeo que se otorgó para cubrir más de una sola obra, o de la empresa para proteger los libros aún no publicados. En 1794 se promulgó una ley en el Parlamento de Prusia que fue aceptada por los demás estados de Alemania (con excepción de Württemberg y Mecklemburgo), en las que todos los autores alemanes y los autores extranjeros cuyas obras fueron representadas por los editores participaron en las ferias del libro en Fráncfort del Meno y Leipzig, y fueron protegidos en los estados de Alemania contra reimpresiones no autorizadas.

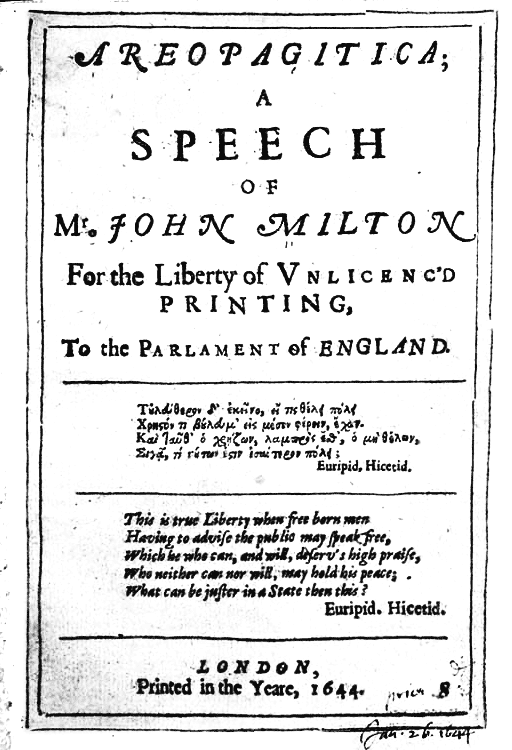
Primera página de John Milton de la edición de 1644 de Areopagítica, donde él argumentaba contra la Ley de licencias de 1643.

A medida que crecía la "amenaza" para los gobiernos de la propagación de las imprentas se estableció un mecanismo de control centralizado y en 1557 la Corona británica intenta detener el flujo de los libros heréticos y sediciosos mediante la creación de fletamentos. El derecho a la impresión se limitará a los miembros de ese gremio, y treinta años más tarde, el Star Chamber fue fletado para reducir las "grandes atrocidades y abusos" de "agitadores descontentos y personas desleales que profesan el arte o el misterio de la imprenta o la venta de libros"." El derecho a la impresión se limita a dos universidades y a los 21 impresores existentes en la ciudad de Londres, que tenían 53 Imprentas. La corona de Francia también reprimió las imprentas, y el impresor Etienne Dolet fue quemado en la hoguera en 1546. Como los británicos tomaron el control de la fundación de los tipos móviles de imprenta, en 1637 huyó a los Países Bajos. La confrontación de los impresores con la autoridad fue hecha radical y rebelde, con 800 autores, impresores y libreros encarcelados en la Bastilla antes de que se tomara por asalto en 1789.  La idea de que la expresión de desacuerdos u opiniones subversivas debía ser tolerada, no censurada o castigada por la ley, fue desarrollada junto con el aumento de la imprenta y  prensa. El Areopagítica, publicado en 1644 bajo el título completo Areopagítica: Un discurso del Sr. John Milton por la libertad de impresión sin licencia al Parlamento de Inglaterra, fue la respuesta de John Milton del Parlamento británico ante la reintroducción del Gobierno de la concesión de licencias de  imprenta, por lo tanto, a editores. De este modo Milton articuló los ejes de los futuros debates en torno a Libertad de expresión. Al definir el alcance de la libertad de expresión y de_"perjudicial" El discurso de Milton argumenta en contra del principio de la precensura y a favor de la tolerancia para una amplia gama de puntos de vista

## Los primeros derechos de autor británicos

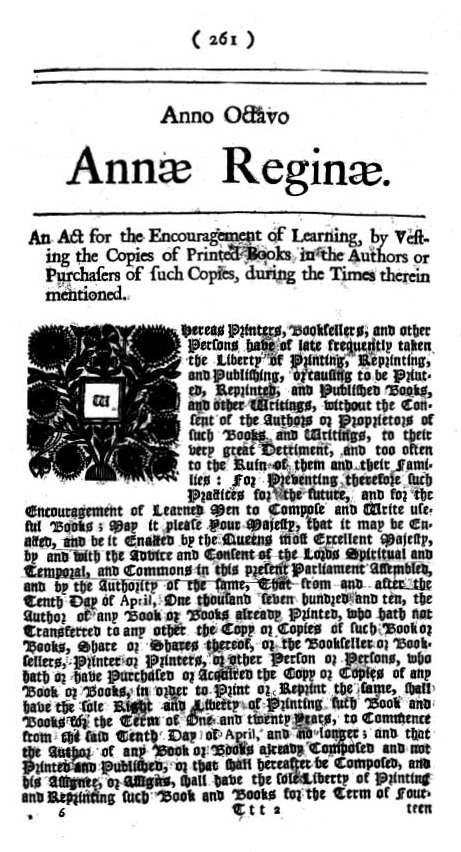
El Estatuto de la Reina Ana entró en vigor en 1710

En Inglaterra, las imprentas, conocidas como papelerías, formaron una organización colectiva, conocida como Compañía de Libreros. En el siglo XVI a la Compañía de libreros se le dio la facultad de exigir la inscripción de todos los libros legalmente impresos en sus registros, pudiendo solamente los miembros de la Compañía de libreros introducir libros en el registro. Esto significó que la Empresa de libreros alcanzó una posición dominante sobre la publicación en Inglaterra en el siglo XVII (sin sistema equivalente formado en Escocia e Irlanda). Pero el monopolio llegó a su fin en 1694, cuando el  Parlamento Inglés no renovó el poder de la Compañía de Papelerías.
En 1707 los parlamentos de Inglaterra y Escocia se unieron como consecuencia de la  Unión Anglo-Escocesa. El nuevo Parlamento fue capaz de cambiar las leyes en ambos países y una pieza importante a principios de la nueva legislación fue la Ley de Derecho de Autor de 1709, también conocida como el Estatuto de la Reina Ana, a partir de la  reina Ana. La ley entró en vigor en 1710 y fue la primera ley de derechos de autor del país. Su título completo era "Ley para el Fomento del Aprendizaje, al otorgar la propiedad de los libros impresos en los autores o de las copias a los compradores de estas, durante los tiempos mencionados en la misma ley".
La entrada en vigor del Estatuto de Ana en abril de 1710 marcó un momento histórico en el desarrollo del derecho de autor. Como el primer estatuto del mundo de los derechos de autor, concedió a los editores de un libro la protección legal de 14 años con el comienzo de la ley. También se concedió 21 años de protección para cualquier libro ya impreso El Estatuto de Ana tenía una gran enfoque social, más amplio y con más competencias que el monopolio concedido a Compañía de Libreros. El estatuto se refirió a la lectura pública, la producción, la utilidad de la literatura, y la promoción y difusión de la educación. El eje central del estatuto es un bien social quid pro quo, para alentar a "los hombres a aprender a componer y escribir libros útiles", la ley garantiza el derecho finito para imprimir y reimprimir las obras. Se estableció un pacto pragmático entre autores, libreros y el público
El Estatuto de Ana terminó con el antiguo sistema por el que solamente la literatura que cumplía con la censura y las normas administras de los libreros podía aparecer impresa. La ley además crea un dominio público para la literatura, ya que antes todo el material pertenecía a los libreros de forma permanente.
De acuerdo con Patterson y Lindberg, el Estatuto de Ana:

... Los derechos de autor transforman la imprenta- que había sido utilizada como un sistema de monopolio y un instrumento de censura - dentro de un concepto regulación del comercio para promover el aprendizaje y para reducir el monopolio de los editores... Las características del Estatuto de Ana que justifican el calificativo de regulación de comercio, incluyen la duración limitada de los derechos de autor, la disponibilidad de derechos de autor para cualquiera, y las disposiciones de control de precios. El Derecho de Autor, en lugar de ser perpetuo, se limita ahora a una duración de catorce años, con una renovación de plazo que está disponible sólo para el autor (y sólo sí el autor estaba viviendo al final del primer período).
Jonathan (1997, pp. 34)

Cuando la ley plazo de copyright prevista por el Estatuto de Ana comenzó a expirar en 1731 los libreros de Londres intentaron defender su posición dominante mediante la búsqueda de  Medidas cautelares de la Corte de la Cancillería para obras de autores que cayeran fuera de la protección del estatuto. Al mismo tiempo, los libreros de Londres presionaron al Parlamento para prorrogar el plazo de vigencia del derecho de autor, que contemplaba el Estatuto de Ana. Finalmente, en un caso conocido como "Midwinter v. Hamilton (1743-1748)", los libreros de Londres consiguieron el retorno a la Ley común del copyright e iniciaron un período de 30 años conocido como la ""batalla de los libreros"".
La batalla de los libreros vio libreros londinenses bloqueo peleando por el control del reciente mercado del libro escocés, y por el derecho de hacer uso de obras ajenas a la protección del Estatuto de Ana. Los libreros escoceses argumentaron que la Ley común del copyright no existía en la obra de un autor. Los libreros de Londres sostenían que el Estatuto de Ana solo complementaba y apoyaba los derechos de autor de la Ley común del copyright preexistente. La disputa se sostuvo en una serie de casos notables, incluyendo Millar v. Kincaid (1749-1751) y Tonson v. Collins (1761-1762) ).

### Ley común del copyright
Véase también artículo principal: Ley común del copyright
Un debate encendido sobre si las ideas impresas pueden ser de propiedad entre los libreros de Londres y otros partidarios de los derechos de autor perpetuos, argumentaron que si dicha “beca” dejase de existir,  los autores no tendría ningún incentivo para seguir creando obras de valor duradero si no podían heredar los derechos de propiedad a sus descendientes. Quienes se oponían a los derechos de autor perpetuo argumentaron que este conducía a un monopolio, que inflaba el precio de los libros, haciéndolos menos accesibles y por lo tanto retrasaba la propagación de la  Ilustración. Los libreros londinenses fueron atacados por utilizar los derechos de los autores para ocultar su codicia y por su interés en el control del comercio de libros.
Cuando el juicio de Donaldson v Beckett llegó a la Casa de los Lores en 1774, Lord Camden fue el más estridente en su rechazo de los derechos de autor de ley común advirtiendo a los señores que en caso de que votar a favor de los derechos de autor del Ley común del copyright, ya que era en realidad un derecho de autor perpetuo, "todo nuestro aprendizaje está encerrado entre las manos de los Tonsons y los Lintots de nuestra época ". Por otra parte, advirtió que los libreros pondrían el precio que quisieran a los libros "hasta que el público se convierta en más que en sus esclavos,, en sus propios compiladores Hackney ". Declaró que "el conocimiento y la ciencia no son cosas que tengan que en cerrarse en tal tela de araña". ."
En su resolución, la Cámara de los Lores estableció que los derechos de autor eran una "criatura del estatuto", y que los derechos y responsabilidades en los derechos de autor serían determinados por la legislación. Sin embargo, existe todavía el desacuerdo sobre si la Cámara de los Lores confirmó la existencia de la Ley común del copyright antes de que fuera reemplazada por el Estatuto de Ana. Los Lores había sido tradicionalmente hostiles al monopolio de los libreros y eran conscientes de cómo la doctrina de la Ley común del copyright promovida por los libreros, se utilizaba para apoyar sus argumentos para un derecho de autor perpetuo. Los Lores claramente votaron en contra de los derechos de autor y mediante la confirmación del Plazo del copyright, que duración en el tiempo de los derechos de autor, el cual expiraba tal como indicaba el estatuto y confirmaron los Lores en el dominio público. El dictamen sobre caso de Donaldson v Beckett, confirmó que un gran número de obras y los primeros libros publicados en Gran Bretaña entraban en el dominio público, ya fuese porque el plazo del copyright concedido por la ley hubiese expirado, o porque se publicase por primera vez antes de que el Estatuto de la Reina Ana se promulgase en 1709. Esto abrió el mercado, a reimpresiones más baratas de obras de Shakespeare, John Milton y Geoffrey Chaucer, obras que ahora se consideran clásicos. La expansión del dominio público en los libros rompió el dominio de los libreros de Londres y permitió la competencia, los que llevó a que se triplicase el número de libreros y editores en Londres, de 111 a 308 entre 1772 y 1802.
Finalmente se estableció un acuerdo por el que los autores tenían un derecho de autor preexistente sobre su trabajo (Ley común del copyright), pero limitado este derecho natural por el Estatuto de Ana, a fin de lograr un equilibrio más adecuado entre los intereses del autor y el mejor y más amplio interés social más amplio. De acuerdo con Patterson y Livingston subsiste la confusión sobre la naturaleza del derecho de autor desde entonces. Los Derechos de autor han llegado a ser vistos tanto como un derecho natural del autor, como la concesión legal de un limitado monopolio. Una teoría sostiene que el origen del derecho de autor se produce en la creación de una obra, mientras que la otra que su origen solo existe a través de la ley de derechos de autor.

## Los primeros derechos de autor franceses
En la Francia prerrevolucionaria todos los libros tenían que ser aprobados por los censores oficiales y los autores y editores necesitaban obtener un privilegio real antes de que un libro pudiera ser publicado. Los Privilegios Reales eran exclusivos y normalmente se concedían por seis años, con posibilidad de renovación. Con el tiempo se estableció que el propietario de un privilegio real tenía el derecho exclusivo de obtener la renovación de forma indefinida. En 1761 el Consejo Real concedió un privilegio real a los herederos de un autor en lugar de al impresor del autor, lo que desató un debate nacional sobre la naturaleza de la propiedad literaria similar al que tendría lugar en Gran Bretaña durante la “batalla de los libreros”.
En 1777 una serie de reales decretos reformaron los privilegios reales. Se fijó la duración mínima de los privilegios en 10 años o la vida del autor, la cual cada vez era más larga. Si el autor obtenía un privilegio y no lo cedía o vendía, podía publicar y vender copias del libro el mismo, y el privilegio pasaba a sus herederos, los cuales gozaban de un derecho exclusivo a perpetuidad. Si el privilegio se vendía a un editor, el derecho exclusivo solo duraría el tiempo especificado. Los reales decretos prohibieron la renovación de privilegios y una vez que había expirado el privilegio cualquiera podría obtener un "simple permiso" para imprimir o vender copias de la obra. De ahí nació el dominio público en los libros cuyo privilegio ha caducado, siendo reconocido expresamente.
Después de la Revolución Francesa hubo una disputa con la Comédie-Française que disfrutaba del derecho exclusivo de ejecución pública de todas las obras dramáticas y en 1791 Asamblea Nacional abolió dicho privilegio. A cualquier persona se le permitió establecer un teatro público y Asamblea Nacional declaró que las obras de cualquier autor que muriese cinco años antes de 1791 eran de   Propiedad pública. En el mismo grado la Asamblea Nacional concedió a los autores el derecho exclusivo de autorizar la ejecución pública de sus obras durante su vida, y extendió ese derecho a los herederos de los autores y cesionarios durante cinco años después de la muerte del autor. La Asamblea Nacional consideró que una obra publicada era por su propia naturaleza una propiedad pública, y que los derechos de autor se reconocían como una excepción a este principio, para compensar a un autor por su trabajo.
En 1793 una nueva ley fue aprobada dando a los autores, compositores y artistas el derecho exclusivo de vender y distribuir sus obras, y el derecho se extendía a sus descendientes durante 10 años después de la muerte del autor. La Asamblea Nacional con esta ley coloca firmemente un pie en el derecho natural, llamando a la ley "Declaración de los Derechos del genio" evocando la famosa Declaración de los Derechos del Hombre y del Ciudadano. Sin embargo, los derechos de autor estaban sujetos a la condición de la realización de copias del depósito de la obra con la Biblioteca Nacional y los críticos del siglo consideraron la ley de 1793 como utilitarista y "una donación de caridad de la sociedad". “.

## Los primeros derechos de autor en Estados Unidos

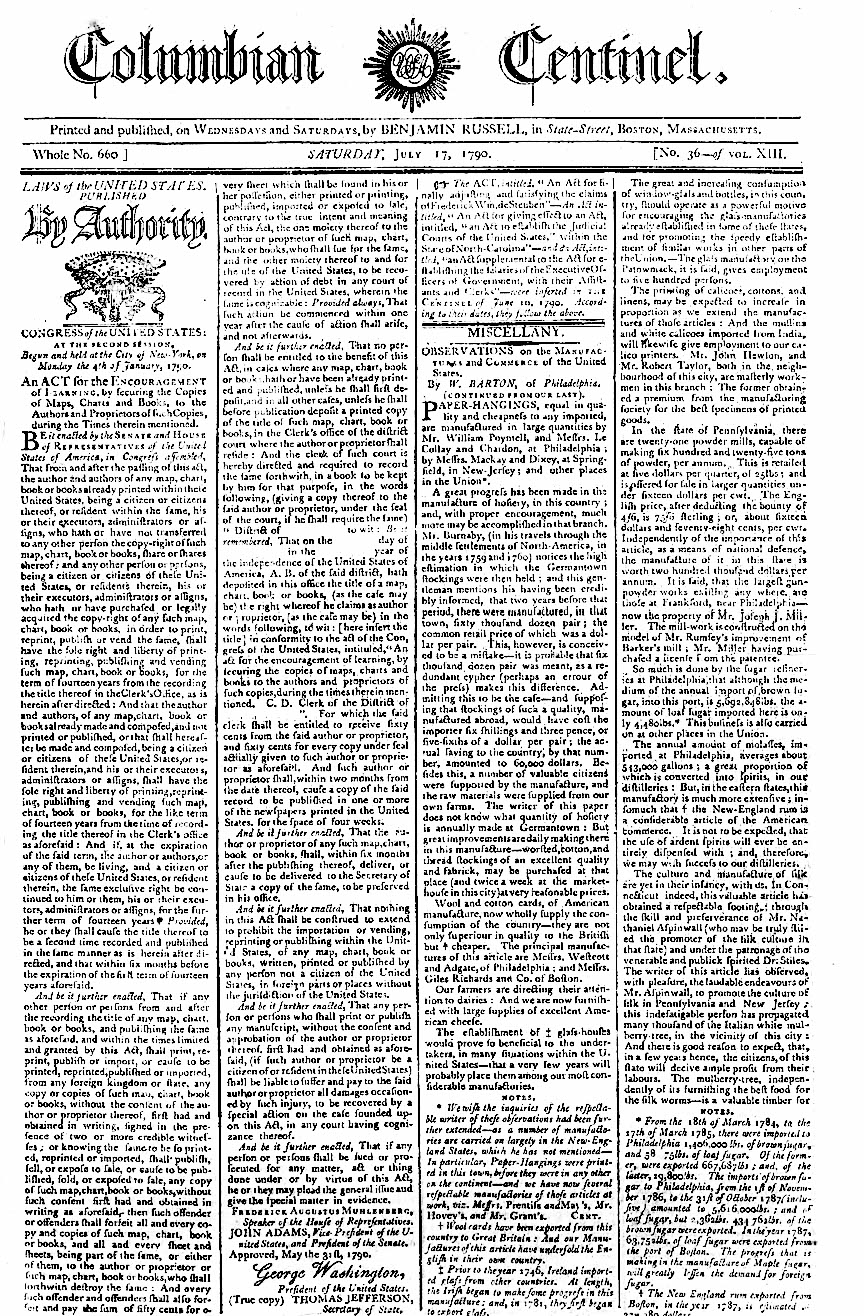
Acta de Derechos de Autor de 1790 en el Columbian Centinel

El Estatuto de la reina Ana no se aplicaba a las colonias americanas. La economía de las colonias fue en gran medida una economía agrícola, por lo tanto, el derecho de autor no era una prioridad, lo que en solo tres actos privados se aplican los derechos de autor hasta 1783. Dos de los hechos se limitan a siete años, el otro se limitó a un período de cinco años. En 1783 peticiones de varios autores persuadieron al Congreso Continental "que nada es más propio de un hombre que el fruto de su estudio, y que la protección y la seguridad de la propiedad literaria en gran medida tiende a fomentar el genio y a promover descubrimientos útiles. " Sin embargo, en el marco de los artículos de la Confederación, el Congreso Continental no tenía autoridad para conceder los derechos de autor, sino que aprobó una resolución que animaba a los Estados a "garantizar a los autores o editores de todos los libros nuevos que hasta ahora no se imprimen... el derecho de copia de dichos libros por un tiempo no determinado menor de catorce años a partir de la primera publicación, y para asegurar a dichos autores, si se sobrevive al plazo mencionado en primer lugar,... el derecho de copia de tales libros para otro período de tiempo no inferior de catorce años. Tres estados ya habían promulgado leyes de derechos de autor, en 1783, antes de la resolución del Congreso Continental resolución, y en los tres años siguientes todos los estados restantes, excepto Delaware aprobaron una ley de derechos de autor. Siete de los Estados siguieron el Estatuto de la reina Ana y la resolución del Congreso Continental, ofreciendo dos términos de catorce años. Los cinco Estados restantes derechos de copyright, por un período único de catorce, veinte y veintiún años, sin derecho a renovación.

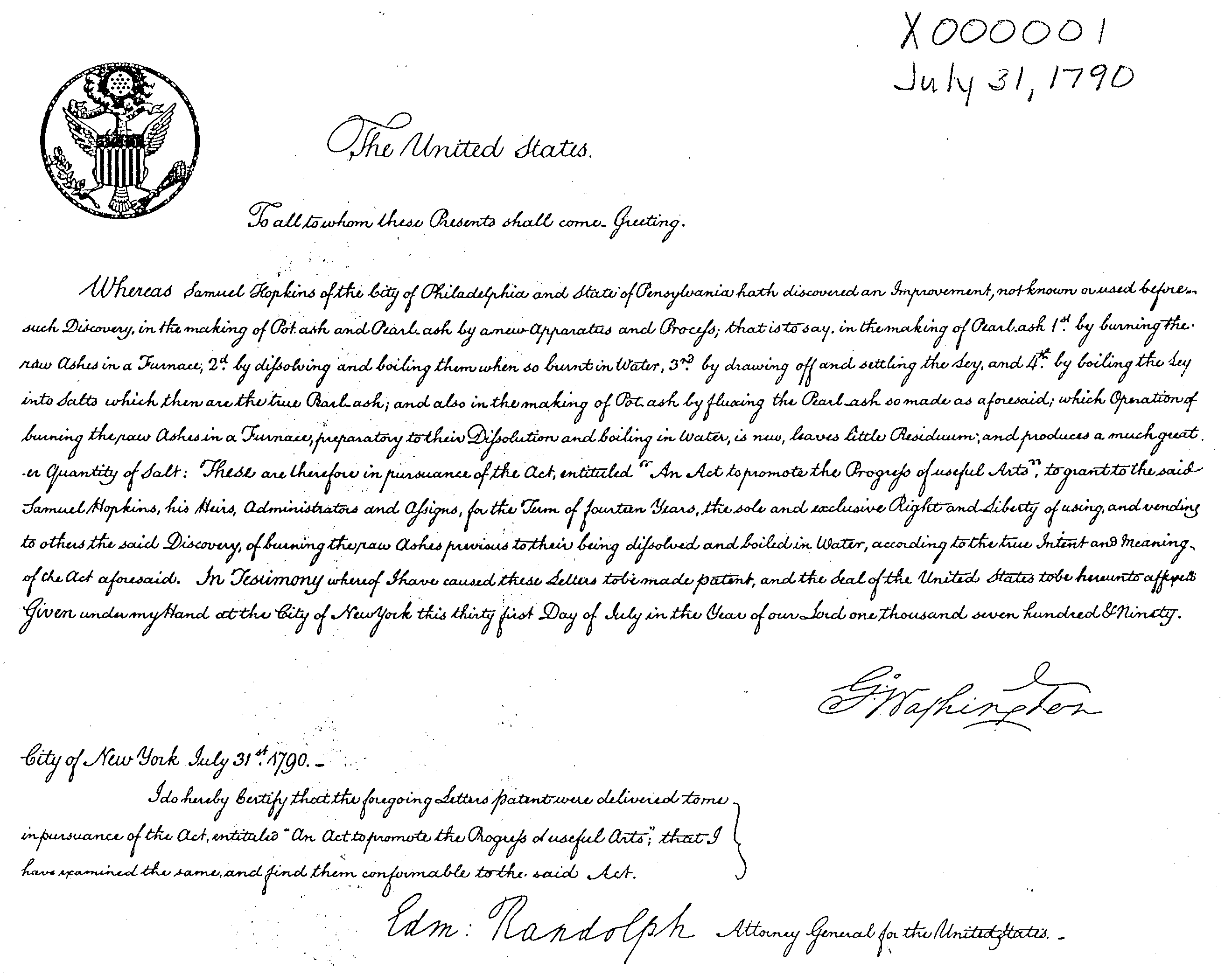
La Ley de Patentes de 1790 (introducida en la Constitución de los Estados Unidos).

En la  Convención Constituyente de 1787, tanto James Madison de Virginia y Charles Cotesworth Pinckney de Carolina del Sur propusieron que se permitiera al Congreso el poder de conceder derechos de autor de tiempo limitado. Estas propuestas fueron el origen de la Copyright Clause en la Constitución de los Estados Unidos, que permite la concesión de derechos de autor y patentes por un tiempo limitado para servir a una función utilitarista, a saber, "promover el progreso de la ciencia y las artes útiles". La primera regulación legal de la propiedad intelectual, fue la Ley de Derecho de Autor de 1790, que concedía derechos de autor, por un período de "catorce años desde el momento de la grabación de su título", con un derecho de renovación por otros catorce años si el autor sobrevivió hasta el final del primer término. La regulación no incluía solo los libros, sino también mapas y gráficos. Con excepción de la disposición de los mapas y gráficos de la Ley de Derecho de Autor de 1790 es una copia del Estatuto de la reina Ana.
Desde este momento, las obras solo recibían la protección federal de los derechos de autor si cumplían los formulismos de la ley recién aprobada Si este no era el caso, el trabajo de inmediato entraba en el dominio público. En 1834 la  Tribunal Supremo de Justicia falló a favor de Wheaton v. Peters, un caso similar a los británicos Donaldson v Beckett de 1774, que, aunque el autor de un trabajo inédito tenía un derecho natural para el control de la primera publicación de esa obra, el autor no tenía el derecho natural para controlar la reproducción de la primera publicación de la obra.

## Internacionalización temprana

Lista de países firmantes del Convenio de Berna (en azul).

El Convenio de Berna se estableció por primera vez en 1886, y posteriormente fue renegociado en 1896 (París), 1908 (Berlín), 1928 (Roma), 1948 (Bruselas), 1967 (Estocolmo) y 1971 (París). La convención se refiere a las obras literarias y artísticas, que incluye películas, y la convención exige a sus Estados miembros el proporcionar protección a todas las producciones en el campo literario, científico y artístico. El Convenio de Berna tiene una serie de características básicas, incluido el principio de “trato nacional”, que sostiene que cada estado miembro de la Convención dará a los ciudadanos de otros Estados miembros los mismos derechos de autor que les dio a sus propios ciudadanos (artículo 3.5).
Otro elemento central es el establecimiento de normas mínimas de la legislación de derechos de autor en el que cada Estado miembro se compromete a ciertas reglas básicas que las leyes nacionales deben contener. Aunque los Estados miembros pueden, si desean aumentar la cantidad de la protección otorgada a los propietarios de derechos de autor. Una de las reglas mínimas más importante, fue que el Duración de los derechos de autor iba a ser de un mínimo de la vida del autor más 50 años. Otra regla importante de mínimos que establece el Convenio de Berna es que los derechos de autor surgen con la creación de una obra y no dependen de ninguna formalidad como es la inscripción en registro público (artículo 5.2). En ese momento algunos países exigían el registro de derechos de autor, y cuando el Reino Unido aplica la Convención de Berna en la Ley de Derechos de Autor de 1911 tuvo que suprimir su sistema de registro en el Stationers' Hall(Hall de libreros) El Convenio de Berna se centra en los autores como la figura clave en el derecho de autor y el propósito declarado de la convención es "la protección de los derechos de los autores sobre sus obras literarias y artísticas" (artículo 1), en lugar de la protección de los editores y otros agentes en el proceso de difusión de obras al público. En la revisión de 1928, el concepto de  derechos morales se presentó en el (Artículo 10bis), dando a los autores el derecho a ser identificados como tales y para oponerse a un trato despectivo de sus obras. Estos derechos, a diferencia de los derechos económicos, tales como prevenir la reproducción, no pueden ser transferido a otras personas.
El Convenio de Berna también consagra limitaciones y excepciones al derecho de autor, permitiendo la reproducción de obras literarias y artísticas, sin el permiso previo de los dueños del copyright. El desarrollo de estas excepciones se dejó a la legislación nacional de derecho de autor, pero el principio rector se indica en el artículo 9 de la convención. La llamada  Triple prueba sostiene que una excepción solo se permite "en determinados casos especiales, siempre y cuando esa reproducción no atente a la explotación normal de la obra y no perjudiquen injustificadamente los intereses legítimos del autor ". El uso gratuito de los trabajos con derechos de autor está expresamente permitido en el caso de citas de obras lícitamente publicadas, la ilustración con fines educativos, y la elaboración de informes de prensa (artículo 10).

## Los derechos de autor en los países comunistas
Históricamente, muchas sociedades se rigen por el socialismo, donde los gobiernos han considerado que los derechos de autor son como un mecanismo de asistencia social o apoyo a los artistas, en lugar de (o además de) un derecho legal. Estas ideas probablemente encontraron su expresión más fuerte en una legislación aprobada en la época comunista en
En la Europa del Este comunista se tendían a emplear según los principios socialistas para recompensar a sus artistas y autores, pero en la realidad, sus sistemas de derechos de autor estaban profundamente entrelazados con la censura y el control de la cultura de los estados comunistas. Los trabajadores culturales en la Unión Soviética podían emplear "Blat" en su propio beneficio y convencer a parte de los funcionarios comunistas para favorecer su trabajo.
La Unión Soviética tuvo una serie de interacciones con el sistema de  copyright internacional
- Demandas fallidas interpuestas por abogados del mundo Bloque occidental en un intento de hacer que el Estado soviético reconocería los derechos de autor extranjeros o pagara regalías a los autores extranjeros (la URSS hizo en ocasiones pagar a los autores extranjeros por la utilización de sus obras, pero dependiendo de a que Ideología perteneciese.

- Adhesión a la Convención Universal sobre Derecho de Autor, con la intención de permitir al Estado soviético apropiarse de los derechos de autor internacionales de las obras de autores disidentes soviéticos, y por lo tanto controlar la distribución de dichas obras fuera del bloque comunista de Europa del este.

## Los derechos de autor y la tecnología
- La tecnología digital introduce un nuevo nivel de controversia en la política de derechos de autor.
- La inclusión de software como cuestión de derechos de autor fue objeto de la recomendación de la Comisión relativa a nuevos usos tecnológicos de las obras con derechos de autor (Cuyas siglas en inglés son: CONTU, COmmission on New Technological Uses of Copyrighted Works) y más tarde con la  Directiva europea sobre programas de ordenador.
- La incorporación de los acuerdos TRIPS (Trade-Related Aspects of Intellectual Property Rights), en español ADPIC Aspectos de los Derechos de Propiedad Intelectual relacionados con el Comercio.
- La controversia sobre los derechos de autor de las bases de datos (Feist Publications v. Rural Telephone Service y casos contradictorios), con enlaces con el debate sui generis sobre los derechos de base de datos.
- La promulgación del tratados de Copyright de la WIPO(Organización Mundial de la Propiedad Intelectual, en español); comenzando las naciones a aprobar leyes contra la elusión.

Los comentaristas como Barlow (1994) han argumentado que los derechos de autor digitales son fundamentalmente diferentes y seguirán siendo persistentemente difíciles de aplicar, mientras que otros como  Stallman (1996) han argumentado que Internet socava profundamente los fundamentos económicos de los derechos de autor en primer lugar. Estas perspectivas pueden conducir a la consideración de sistema alternativos de compensación en lugar de derechos exclusivos como el canon digital que ya se aplica en algunos países de la Unión Europea

## Expansiones en su alcance y funcionamiento
- Pasar de la ley común y ad hoc de las subvenciones del monopolio de los estatutos de derechos de autor.
- Ampliaciones en el tema (en gran parte debido a la tecnología).
- Ampliaciones de duración.
- Creación de nuevos derechos exclusivos (como artistas intérpretes o ejecutantes y otros derechos conexos).
- Creación de sociedades de gestión colectiva.
- Penalización de la infracción de copyright.
- Creación de leyes contra la elusión.
- Aplicación de doctrinas de tribunales sobre responsabilidad secundaria doctrinas las redes de intercambio de archivos P2P